# 京橋 (和歌山市)

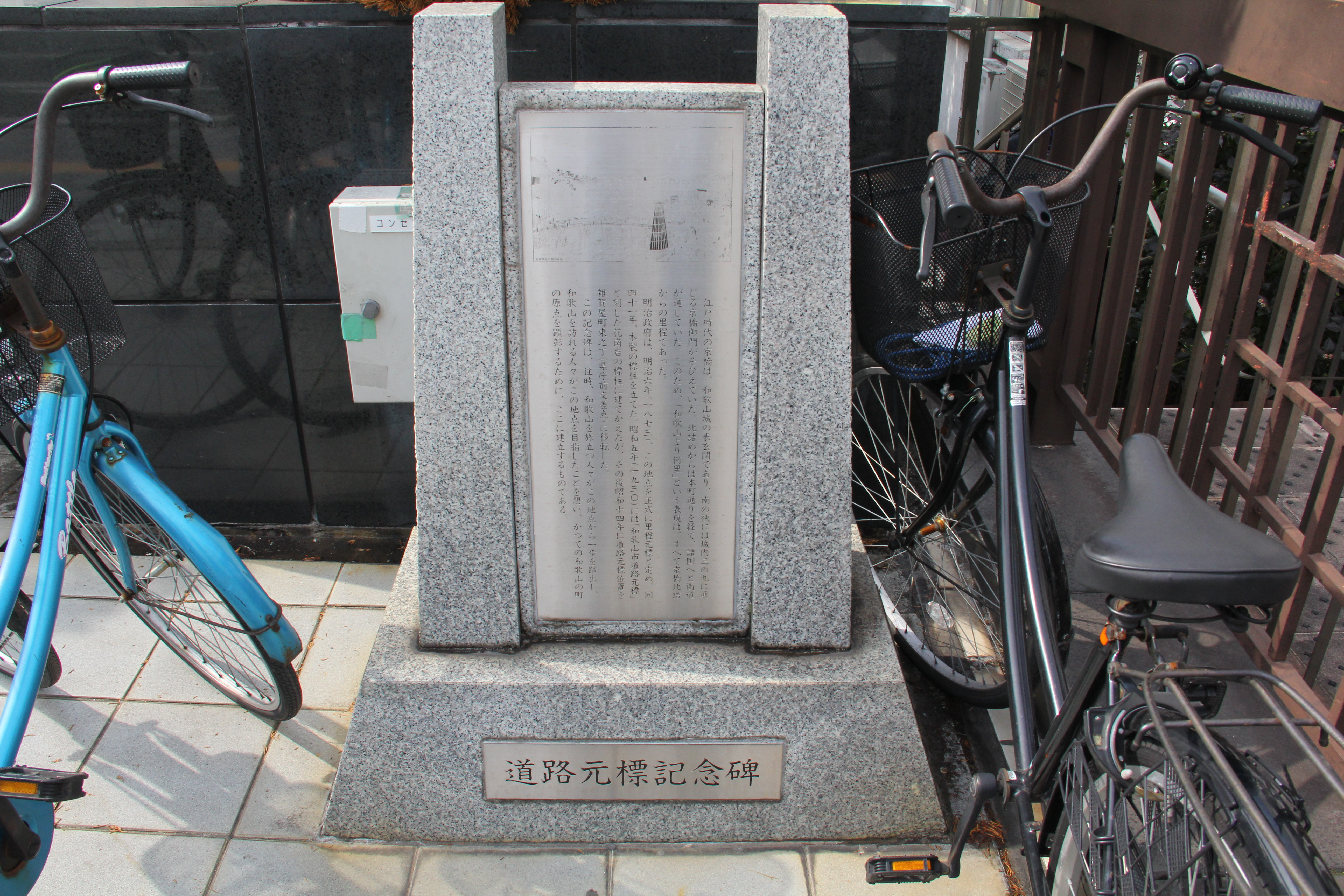
和歌山市京橋にある道路元標記念碑。

京橋（きょうばし）は、和歌山県和歌山市の中心部を流れる市堀川に架かっている本町通りの橋。

## 概要
この橋が架かっている市堀川は、かつては和歌山城の外堀であり、京橋は城内と城外の境界でもあった。そのため、京橋には京橋御門が存在し、厳重に警備されていた。紀州藩主が参勤交代で江戸へ向かう際は京橋御門を通ったとされる。
京橋御門から城内へ入ると、広大な三の丸が広がっており、紀州藩の家老などの重臣の屋敷が並んでいた。現在、かつて城内であった三の丸や西の丸等には、和歌山市役所や和歌山地方裁判所をはじめ公的機関や学校、商業施設、オフィス街などが立地している。
現在の橋の上流側には、1992年（平成4年）に設置されたからくり時計がある。籠の形をしており、紀州が舞台となっている童謡「毬と殿様」のメロディが流れる仕掛けになっている。
ちなみに、京橋の和歌山城側（すなわち市堀川の和歌山城側）は地面が高くなっており、かつて城内であった事を偲ばせている。また、橋の南詰め西側に「京橋門阯」の石碑が建てられている。京橋御門から直線距離で300mほど進めば一の橋御門があり、一の橋を渡れば内堀の中となる。

## 所在地・位置
- 北詰：和歌山市本町1丁目
- 南詰：和歌山市十一番丁

## アクセス
- 和歌山バス「京橋」バス停下車、徒歩ですぐ。
- 南海本線 和歌山市駅から徒歩で約10分。